# Seleção Argelina de Futebol
A Seleção Argelina de Futebol representa a Argélia nas competições de futebol da FIFA. É controlada pela Federação Argelina de Futebol. Ela também é filiada à CAF, à UAFA e à UNAF.
A seleção já se classificou quatro vezes para a Copa do Mundo: em 1982, 1986, 2010 e 2014. Venceu a Copa das Nações Africanas em 1990, quando sediou o torneio, e Copa das Nações Africanas em 2019, no Egito.

## História

### Copa do Mundo de 1982
A primeira participação da Argélia em Copas do Mundo, aconteceu em 1982, na Espanha. No Grupo B, a estreia foi contra a até então, bicampeã mundial, a seleção da Alemanha Ocidental, e o placar foi a vitória surpreendente da Argélia por 2 a 1, com gols de Madjer e Belloumi, enquanto Rummenigge descontou para os alemães. O segundo jogo foi contra a Áustria, e ao contrário da partida anterior, a Argélia acabou sendo derrotada por 2 a 0. No terceiro jogo do país no grupo, os argelinos enfrentaram o Chile, e a partida terminou 3 a 2 para os africanos, o que deixava a Argélia muito perto da classificação para a próxima fase, porem no dia seguinte, aconteceu a vitória da Alemanha Ocidental contra a Áustria por 1 a 0, que ficou conhecida como o Jogo da Vergonha, pois depois da Alemanha Ocidental ter feito o gol aos 10 minutos do primeiro tempo, a partida ficou monótona, sem chances de gols para ambas as seleções. Assim acabava a campanha da Argélia na Copa de 1982, enquanto austríacos e alemães seguiram de fase.

### Copa do Mundo de 1986
Sua segunda participação em Copas, aconteceu na edição seguinte, no México, a Argélia pegou um grupo que tinha o Brasil, a Espanha e a Irlanda do Norte. A estreia foi contra os norte-irlandenses, a partida terminou empatada em 1 a 1 (Djamel Zidane marcou para a Argélia), o segundo jogo foi contra a poderosa Seleção Brasileira, e a partida não foi tão fácil para o Brasil, pois terminou apenas 1 a 0 com gol de Careca, e a campanha argelina se encerrava naquela Copa, com uma derrota por 3 a 0 contra a Espanha.

### Copa das Nações Africanas de 1990
Em 1990 a Argélia sediou a Copa das Nações Africanas. No Grupo A os argelinos começaram o torneio derrotando a Nigéria por 5 a 1, com dois gols de Djamel Menad e Rabah Madjer, e com um gol de Djamel Amani. A segunda partida foi contra a Costa do Marfim, e o placar foi 3 a 0, com gols de Djamel Menad,  Tahar Cherif El Ouazzani e Cherif Oudjani. Já o terceiro confronto foi contra o Egito e mais uma vitória argelina, dessa vez por 2 a 0 com gols de Djamel Amani e Moussa Saib. Na Semifinal a Argélia derrotou o Senegal por 2 a 1 com gols de Djamel Menad e Djamel Amani.
A final foi contra a Nigéria no Estádio 5 de Julho de 1962, na capital Argel. O gol do titulo, foi marcado aos 38 minutos do primeiro tempo por Chérif Oudjani, assim a Argélia conquistava o seu primeiro e até então, único título na Copa das Nações Africanas. O craque argelino da época Rabah Madjer, foi eleito o melhor jogador da competição, enquanto Djamel Menad, foi artilheiro com quatro gols.

### 1990-2008: O passeio pelo deserto
Após ter vencido o Campeonato Africano das Nações, a equipe da Argélia no entanto, não conseguiu se classificar para a Copa do Mundo de 1990 na Itália. Em 1991 a equipe venceu a Copa Afro-Asiática de Nações contra o Irã. Na Campeonato Africano das Nações de 1992 a Argélia decepcionou, registrando uma derrota contra a Costa do Marfim (3-0) e um empate contra o Congo (1-1 com gol de Nacer Bouiche). Em 1994 a Argélia foi desclassificada da Copa Africana das Nações de 1994 na Tunísia, devido a utilização indevida de um jogador. Não se classificou para a Copa do Mundo de 1994.
Em 1996, participou da Copa das Nações Africanas de 1996, mas foram eliminados pelos anfitriões, a África do Sul nas Quartas-de-Final. Os argelinos não conseguiram se classificar para as copas do mundo de 1998, 2002 e 2006. Durante a Copa das Nações Africanas de 1998, a Argélia ficou em último no seu grupo com três derrotas e foi eliminado na fase de grupos. Na Copa das Nações Africanas de 2000 a Argélia consegui passar para a Próxima fase, com apenas uma derrota para o Camarões (2-1). A Argélia não consegui passar da primeira fase em 2002, mas conseguiu chegar as Quartas-de-Final em 2004, no entanto eles foram eliminados para o Marrocos por um placar de 3-1 (Gol da Argélia marcado por Abdelmalek Cherrad). A Argélia não conseguiu se classificar para as duas seguintes Copa das Nações Africanas de 2006 e 2008.

### Eliminatórias para a Copa do Mundo de 2010
Em 11 de outubro de 2008 a Argélia voltou ao Top 20 das seleções africanas, por terminar em primeiro no seu grupo à frente de Senegal, Gâmbia e da Libéria. Na próxima fase a Argélia entrou no grupo de Zâmbia, Ruanda e Egito. A Argélia ao final da fase, teve de disputar um jogo desempate contra o Egito, pois eles terminaram o grupo com a mesma pontuação. A Argélia ganhou o jogo, que foi realizado no Sudão, e se classificou para a Copa do Mundo 2010.

### Copa das Nações Africanas 2010
A Argélia estava no grupo de Angola, Malawi e Mali. A Argélia começou mal, perdendo para o Malawi por 3-0. Contudo eles melhoram no jogo seguinte batendo o Mali por 1-0 graças a Rafik Halliche. Na ultima partida contra a Angola empatou por 0-0, resultado que os classificou para a segunda fase, empatando no número de pontos do Mali. Jogando em Cabinda, a Argélia enfrentou a Costa do Marfim nas Quartas-de-Final, que eram considerados favoritos. Mas eles tiveram uma vitória histórica. Depois de 1-0, Karin Matmour empatou para os argelinos, mas Keita deu a Costa do Marfim a liderança no minuto 89, um gol que parecia certo para selar sua vitória. No entanto os Argelinos empataram com Madjid Bougherra, apenas dois minutos mais tarde, e Hameur Bouazza deu a liderança para a Argélia na prorrogação. A Argélia enfrentou o Egito na semi-final, no primeiro encontro dos dois times desde as Eliminatórias para a Copa do Mundo. O Egito venceu por 4-0, que foi a maior derrota na história do encontro entre as duas seleções. A Argélia perdeu por 1-0 para a Nigéria na decisão do 3° lugar, e terminou na 4° colocação.

### Copa do Mundo de 2010
Depois de ter ficado de fora de cinco Copas, a Argélia voltou em 2010, na África do Sul. A Argélia caiu no grupo C, que tinha a Inglaterra, os Estados Unidos e Eslovênia. A seleção foi eliminada na primeira fase, após empatar com os ingleses (0 a 0), e perder para os eslovênos e norte americanos (ambas derrotas por 1 a 0).

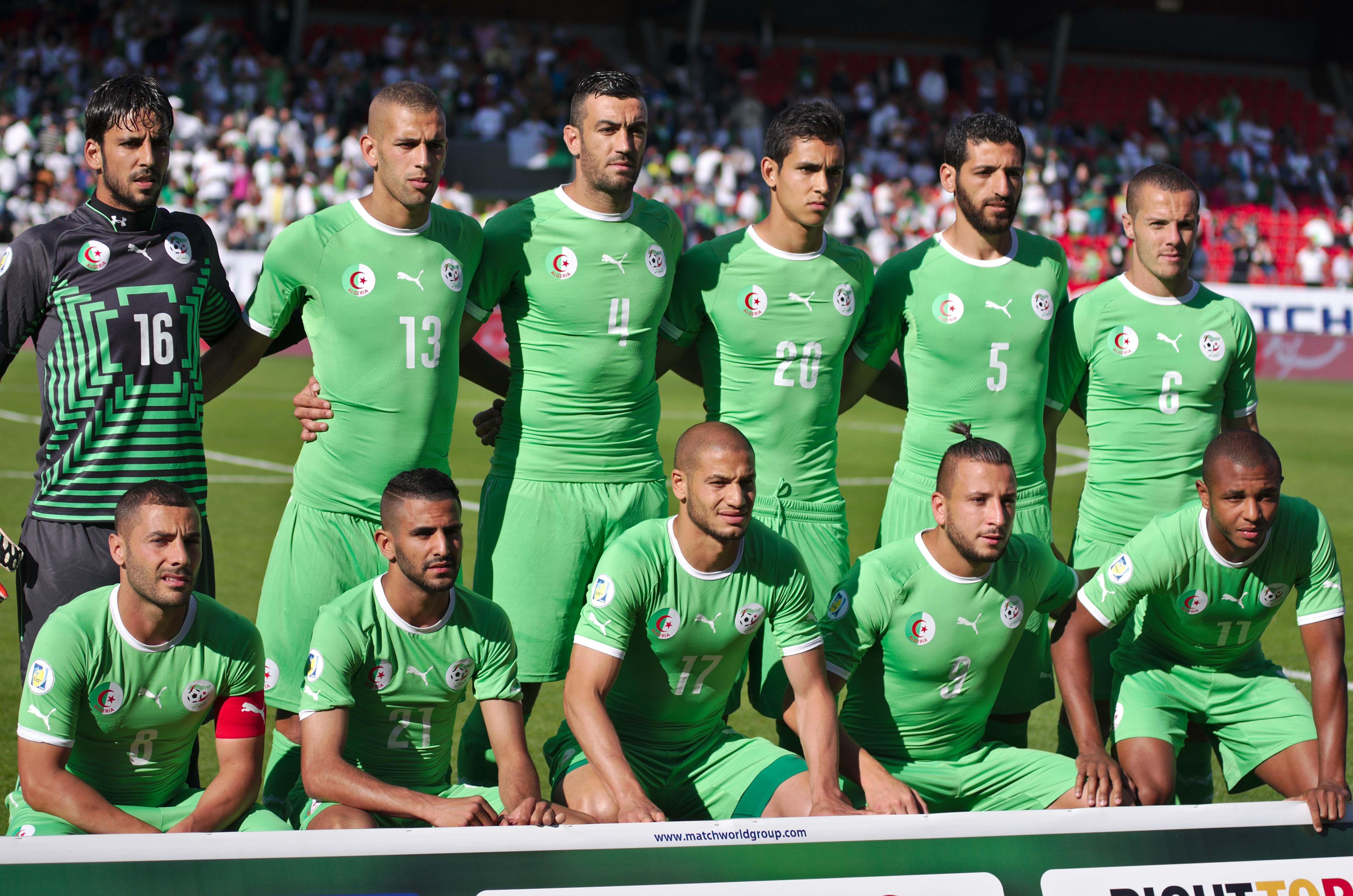
Seleção da Argélia num amistoso de preparação para a Copa de 2014.

### Copa do Mundo de 2014
A Argélia caiu no Grupo H da Copa do Mundo FIFA de 2014, enfrentando na primeira fase a Bélgica, Coreia do Sul e a Rússia. A Seleção Argelina perdeu o primeiro jogo contra a Bélgica por 2 a 1, ganhou o segundo da Coreia do Sul por 4 a 2 e empatou o terceiro com a Rússia por 1 a 1, resultado que garantiu a Argélia nas oitavas-de-final, pela primeira vez em sua história, classificando-se como segunda colocada do Grupo H. Nas oitavas acabou enfrentando a Alemanha, perdendo de 2 a 1 na prorrogação. Nessa Copa, a Argélia conseguiu a melhor participação em sua história em Copas do Mundo. Brahimi, Feghouli, Slimani e M'Bolhi foram os destaques do campeonato argelino na Copa do Mundo no Brasil.

## Títulos
| CONTINENTAIS | CONTINENTAIS                   | CONTINENTAIS | CONTINENTAIS |
|              | Competição                     | Vezes        | Ano          |
| ------------ | ------------------------------ | ------------ | ------------ |
|              | Campeonato Africano das Nações | 2            | 1990 e 2019  |
|              | Copa das Nações Afro-Asiáticas | 1            | 1991         |
|              | Copa das Nações Árabes         | 1            | 2021         |

### Outras Conquistas
- Medalha de ouro nos Jogos Pan-Africanos (Argélia, 1978).

### Campanhas de Destaque
- Vice-Campeão da Copa das Nações Africanas (Nigéria, 1980).
- Vice-Campeão do Campeonato Africano Sub-17 (Argélia, 2009)
- Uma Medalha de Bronze nos Jogos Pan-Árabes (Marrocos, 1985)

## Material esportivo
| Supplier       | Period        |
| -------------- | ------------- |
| Nenhum         | 1962–1968     |
| Adidas         | 1975–1978     |
| Sonitex        | 1978–1990     |
| Adidas         | 1990–1992     |
| Lotto          | 1993–1995     |
| Cirta Sport    | 1996–2001     |
| Baliston       | 2002–2004     |
| Le Coq Sportif | 2004–2009     |
| Puma           | 2010–2014     |
| Adidas         | 2015–presente |